# ガラパゴス (バンド)
ガラパゴス（GALAPAGOS）は、かつて存在していた日本のバンド。ジャングルビートを導入したサウンドを展開した。
1990年、デビュー。1994年、解散。

## メンバー
- 狩野環（1967年1月11日 - ）- ヴォーカル

群馬県高崎市出身
布袋寅泰は実兄。
解散後、新たにSuper EGOを結成。後に同バンドのドラマーと結婚した。山下久美子や今井美樹、相川七瀬、布袋の楽曲にもコーラスで参加している。彼女の第一子はシンガーソングライターのタグチハナであり、2015年にメジャー・デビューしている。この名前を兄の布袋寅泰はジーザス・ジョーンズのマイク・エドワーズの女児にセカンドネームとして贈った。その後離婚するも、布袋のプロデュースでデビューしたJET SETSの元ボーカルで、現在は株式会社フォーデジットの代表取締役を務める田口亮と再婚している。
- 田中詠司（1968年9月11日 - ） - ギター

大分県出身
解散後、1995年にPERSONZへサポートメンバーとして参加し、1996年に正式加入した。2001年にPERSONZ脱退後は、SWEET NUMBER NINEに在籍している。
- 上西泰史（1967年2月27日 - ） - ベース

大分県中津市出身
解散後、狩野と共にSuper EGOで活動。同バンド休止後はアンビエントノイズバンドのLOAD PLANET I.D.としての活動を主体とする一方、カプコンのシューティングゲーム「ギガウイング」のサウンドトラック制作を行った事をきっかけに、タクミコーポレーションの作品でもゲームミュージックを制作するなどサウンドクリエイターとしての活動も開始。2005年に結成したCore-MEDALICS、2008年に結成したRama Amoebaのメンバーとしても活動した。クニイリツコの編曲や、2015年には狩野の実娘タグチハナのプロデュースも手がけた。
- 飯塚徹（1969年7月12日 - ） - ドラム

群馬県出身
解散後の1994年頃に松井常松のツアーに参加。

## 概要
上西泰史は上京後、同じ九州出身のメンバーとバンドを組んでおり、新宿のサウンド・ハウスというライブハウスに出演していた。狩野環はサウンド・ハウスのスタッフで働いており、狩野の作ったデモテープを上西が聴き面白いと感じたことがきっかけで結成した。直後に上西と同郷の知り合いだった田中詠司が加入する。ドラマー募集のために作ったデモテープでオーディションにも応募したところ合格し、ブッキング・スタッフが付いた。
メジャー・デビュー以前から300人を超える動員を集め、CLUB QUATTROやCLUB CITTA'川崎などのライブハウスを中心に活動していた。
大手レコード会社からの争奪戦の末、狩野の実兄である布袋寅泰の事務所「IRc2 CORPORATION」に所属する運びとなり、東芝EMIから1990年にシングル『INDIAN BOY』でデビューを果たした。田中は「結成からデビューまでは早かった」と述べており、上西曰くメジャーデビューの時点でオリジナル曲は20ぐらいしかなかったという。この年に、東芝EMI新人賞を受賞している。
1991年から1992年にかけて開催された布袋のツアー『GUITARHYTHM ACTIVE FLY INTO YOUR DREAM』にオープニング・アクトとして帯同した。また布袋はガラパゴスの楽曲『月の流す涙』を自身のラジオ番組『ミュージックスクエア』でカヴァーしている。
当初アルバム1枚で解散予定だったが、東芝EMIの思惑から以降『FLOWERS』『HONEY PIE』とオリジナル・アルバムは3枚までリリースされた。
1994年、解散。
2012年1月25日、デビュー・アルバム『DOWN BY LAW』 が廉価盤として1500円にて再発売した。また2月1日に発売された布袋のボックス・セット『MEMORIAL SUPER BOX』に、前述の『ミュージックスクエア』内で布袋がカヴァーした『月の流す涙』が収録された。
2021年10月27日にガラパゴスの全シングル・アルバムがデジタルリリースされた。

## 音楽性
「イカ天」に象徴される折からのバンドブームであったが、ジャングルビートという当時の売れ線の主流から外れた独自サウンドを展開した。
大半の楽曲をベース担当の上西泰史が手がけており、アルバム『DOWN BY LAW』のジャングルビートは、1980年代に活躍したイギリスのバンド、アダム&ジ・アンツやBOW WOW WOWの影響を大きく受けている。
藤井丈司プロデュースによる1stアルバム、クマ原田プロデュースによる2ndアルバムまでは、エスニックの要素や生ドラムの4つ打ちキック、タムやフロアドラムをメインにしたジャングルビートを基本に置きながら、1990年当時イギリスで流行していたミュージックシーケンサー、サンプリング、ループを積極的に取り入れたミクスチャー・ロックだった。
上西はレコーディングで訪れたロンドンのEDMにも強い影響を受け、当時シーケンサーにOpcode Vison、 KORG M1とサンプラーにAKAI S1000をメインとして作曲を行っていた。